# Titouan Droguet
Titouan Droguet (Villeneuve-Saint-Georges, 15 giugno 2001) è un tennista francese.

## Carriera
Ha vinto alcuni tornei minori in singolare e in doppio. I suoi migliori ranking ATP sono il 130º posto in singolare nel giugno 2024 e il 211º in doppio nell'aprile 2023. Ha fatto il suo esordio in singolare in una prova del Grande Slam agli US Open 2023 e ha vinto un incontro superando al primo turno la testa di serie nº 18 Lorenzo Musetti.

## Statistiche

### Tornei Challenger

#### Singolare

##### Vittorie (2)
| N. | Data           | Torneo                                        | Superficie  | Avversario in finale | Punteggio     |
| 1. | 12 maggio 2024 | Internazionali d'Abruzzo, Francavilla al Mare | Terra rossa | Jacopo Berrettini    | 6-3, 7-6      |
| 2. | 21 giugno 2025 | Royan Atlantique Open, Royan                  | Terra rossa | Dimitar Kuzmanov     | 4-6, 6-1, 6-4 |

#### Doppio

##### Vittorie (3)
| N. | Data           | Torneo                                                   | Superficie  | Compagno         | Avversari in finale                          | Punteggio         |
| 1. | 7 maggio 2022  | Open du Pays d'Aix, Aix-en-Provence                      | Terra rossa | Kyrian Jacquet   | Nicolás Barrientos Miguel Ángel Reyes-Varela | 6–2, 6–3          |
| 2. | 22 aprile 2023 | Challenger di Roseto degli Abruzzi, Roseto degli Abruzzi | Terra rossa | Dan Added        | Jacopo Berrettini Andrea Pellegrino          | 6–2, 1–6, [12–10] |
| 3. | 16 marzo 2024  | Kiskút Open, Székesfehérvár                              | Terra rossa | Matteo Martineau | André Göransson Denys Molchanov              | 4–6, 7–5, [10–8]  |